# 黄沙大道
黄沙大道位于中国广州市荔湾区，是一条基本沿珠江河岸略带弧度呈南北走向的主干道。
其南起六二三路，北至南岸路，全长2195米，宽45米，双向6～8车道。清代时路旁有黄沙村，至20世纪50年代建成马路，故名黄沙大道。目前路上架设内环路双线高架路。

## 与之交会道路
- 顺序由南往北排列，粗体字为主干道
- 六二三路
- 珠江隧道、丛桂路、黄沙后道
- 大同路
- 蓬莱路
- 多宝路
- 涌边一马路
- 如意坊路
- 南岸路、中山八路、珠江大桥

## 临路建筑及景点
- 广州市第一中学初中部
- 西城都荟
- 黄沙站
- 如意坊站
- 荔湾湖公园
- 黄沙码头
- 黄沙水产品交易市场
- 原广州南站

## 公共交通
- 广州地铁1号线黃沙站
- 广州地铁5号线中山八站
- 广州地铁6号线如意坊站、黃沙站
- 广州地铁11号线中山八站、如意坊站

均在鄰近黃沙大道位置設有出口。